# S-210
S-210 war die Bezeichnung einer japanischen Höhenforschungsrakete, die für Forschungsflüge in der Ionosphäre diente. Sie wurde in erster Linie von der Shōwa-Station in der Antarktis gestartet.
Die einstufige S-210 hatte eine maximale Flughöhe von 110 Kilometern und ein Startgewicht von 300 kg. Der Durchmesser der von Nissan gefertigten Rakete betrug 21 Zentimeter, die Länge 5,20 Meter. Sie wurde zwischen 1966 und 1982 47 Mal gestartet.